# Ernst Maximilian von Troschke
Ernst Maximilian baron von Troschke (né le 11 mars 1780 à Francfort-sur-l'Oder et mort le 3 mars 1847 à Stettin) est un lieutenant général prussien et commandant de la 4e brigade de Landwehr. Il est le seigneur de Tammendorf, Klebow (arrondissement de Crossen-sur-l'Oder), Rausse et Wültschkau (arrondissement de Neumarkt) ainsi que Zeinicke (arrondissement de Saatzig) et Fürstenflagge (arrondissement de Naugard (de)), qu'il achète à sa femme.

## Biographie

### Origine
Ses parents sont le général de division prussien et commandant du 24e régiment d'infanterie (de) « von Zenge (de) » Ernst Friedrich von Troschke (de) (1741-1809) et sa seconde épouse Karoline Sophie Henriette, née von Oppell (né le 27 juillet 1756 et morte le 20 mai 1803) . Le lieutenant général prussien et écrivain militaire Theodor von Troschke (1810-1876) est son frère.

### Carrière militaire
Troschke rejoint le 1er novembre 1793 le régiment d'infanterie « von Frankenberg (de) » de l'armée prussienne en tant que caporal privé et participe à la campagne de Pologne de 1794. Il y combat au siège de Varsovie ainsi qu'aux combats de Blonie et de Kamion. Le 1er avril 1795, il devient enseigne et le 8 octobre 1797, sous-lieutenant. Le 1er février 1798, il est nommé adjudant de bataillon et suit les cours de l'ingénieur-major Müller à Berlin. Le 9 juillet 1803, Troschke reçoit l'Ordre de Saint-Jean et obtient sa démission le 21 avril 1804. Il se marie en octobre et se retire dans son domaine.
Avec le début des guerres napoléoniennes, Troschke entre de nouveau au service prussien et rejoint le 1er juin 1813 le 9e régiment d'infanterie de Landwehr de Silésie en tant que capitaine. Dès le 21 août 1813, il est promu major par brevet du 19 octobre 1813. Pendant la guerre, Troschke combat à Dresde, Culm, Leipzig, Zinnwald et Peterswaldau ainsi qu'au siège d'Erfurt (de). Pour Leipzig, il reçoit la croix de fer de 2e classe et l'Ordre de Saint-Vladimir de 4e classe.
Après la guerre, il est agrégé au 14e régiment d'infanterie le 8 juin 1816. Le 16 avril 1817, Troschke est promu lieutenant-colonel et chef de bataillon dans ce régiment. Le 24 février 1819, il est nommé commandant du bataillon de fusiliers. En tant que colonel, il est chargé le 18 juin 1825 de commander le 21e régiment d'infanterie (de) et reçoit la même année la croix de service. Le 10 septembre 1826, Troschke est nommé commandant du régiment. Le 30 mars 1833, il rejoint la 12e brigade d'infanterie en tant que commandant. Par brevet du 1er avril 1835, il devient le 30 mars 1835 major général et commandant de la 4e brigade de Landwehr. En reconnaissance de ses services, Troschke reçoit le 18 janvier 1840 l'ordre de l'Aigle rouge de 2e classe avec feuilles de chêne. Pour des raisons de santé, il prend sa retraite le 10 mars 1842 avec le caractère de lieutenant-général et la pension légale. Il meurt le 3 mars 1847 à Stettin.
Le général Rüchel-Kleist écrit dans son évaluation : « Un officier d'état-major réfléchi, avec un comportement décent et toujours correct. Possède une grande intelligence naturelle et n'est pas non plus sans formation scientifique. Sous ses ordres, le régiment est en très bon état et en ordre et dirige les troupes qui lui sont subordonnées, tant sur le terrain d'armes que lors des manœuvres, avec soin et conformément au but recherché. Possède une bonne connaissance du service sur le terrain et est tout à fait apte à exercer le poste de commandant d'une brigade d'infanterie ou de Landwehr.

### Famille
Troschke se marie avec Charlotte Helene Friederike von Sydow (de) (née le 21 mars 1781 et morte le 24 décembre 1821) le 19 octobre 1804 à Schmarse. Le couple a plusieurs enfants :
- Karoline Hedwig Marie Eveline (née le 7 août 1817 et morte le 21 août 1841) mariée le 19 mars 1839 avec Philipp Christian August von Canstein (1804-1877), général d'infanterie
- Emil Eduard Oskar Ludwig (né le 13 octobre 1818 et mort le 25 août 1900)[10]

marié le 12 février 1852 avec Anna Amalie Caroline von Görzke (née le 24 mars 1833 et morte le 11 janvier 1853)
marié le 19 mai 1858 avec Ottilie Julie Frederike Eleonore von Plötz (née le 14 avril 1839) de la branche de Stuckow (de), parents d'Ernst von Troschke (de), administrateur de l'arrondissement d'Anklam
- Karl Friedrich Ernst Maximilian Julius Erdmann (né le 20 décembre 1821 et mort le 12 juin 1880) marié en 1851 avec Emilie Steffenhagen (née le 8 novembre 1829), veuve de Johann George Wilhelm von Loeper (mort en 1850), seigneur de Nessin[11],[12]

Après le décès de sa première femme, il se marie le 8 mai 1823 à Schönwerder avec Albertine Dorothea Franziska von Bonin (née le 27 juillet 1788 et morte le 18 mai 1854) de la branche d'Elvershagen, fille du paysagiste Otto Friedrich Fürchtegott von Bonin (de). Le couple a plusieurs enfants :
- Luise Ottilie Ernstine (née le 10 mars 1824) mariée en 1847 avec Wilhelm Palm (de) (né en 1811 et mort le 16 février 1876), administrateur de l'arrondissement de Saatzig[14]
- Hélène Julie Friederike Hulda (née le 29 mars 1827 et morte le 25 mars 1906) mariée en 1849 avec Eduard Kuno von der Goltz (1817-1897), général d'infanterie[15]
- Hulda Emma Hermine (née le 30 octobre 1831) mariée avec Wilhelm Heinrich Ludwig Richard comte von Hoym (née le 1er décembre 1826 et morte le 22 mai 1866)[16]